# Draycott and Church Wilne
Draycott and Church Wilne est une paroisse civile du Derbyshire, en Angleterre.